# Месурадо
Мыс Месура́до (англ. cape Mesurado) или мыс Монсерра́до (порт. cape Monserrado) — выступающая часть побережья в Либерии вблизи столицы Монровия и рядом с устьем реки Сент-Пол.

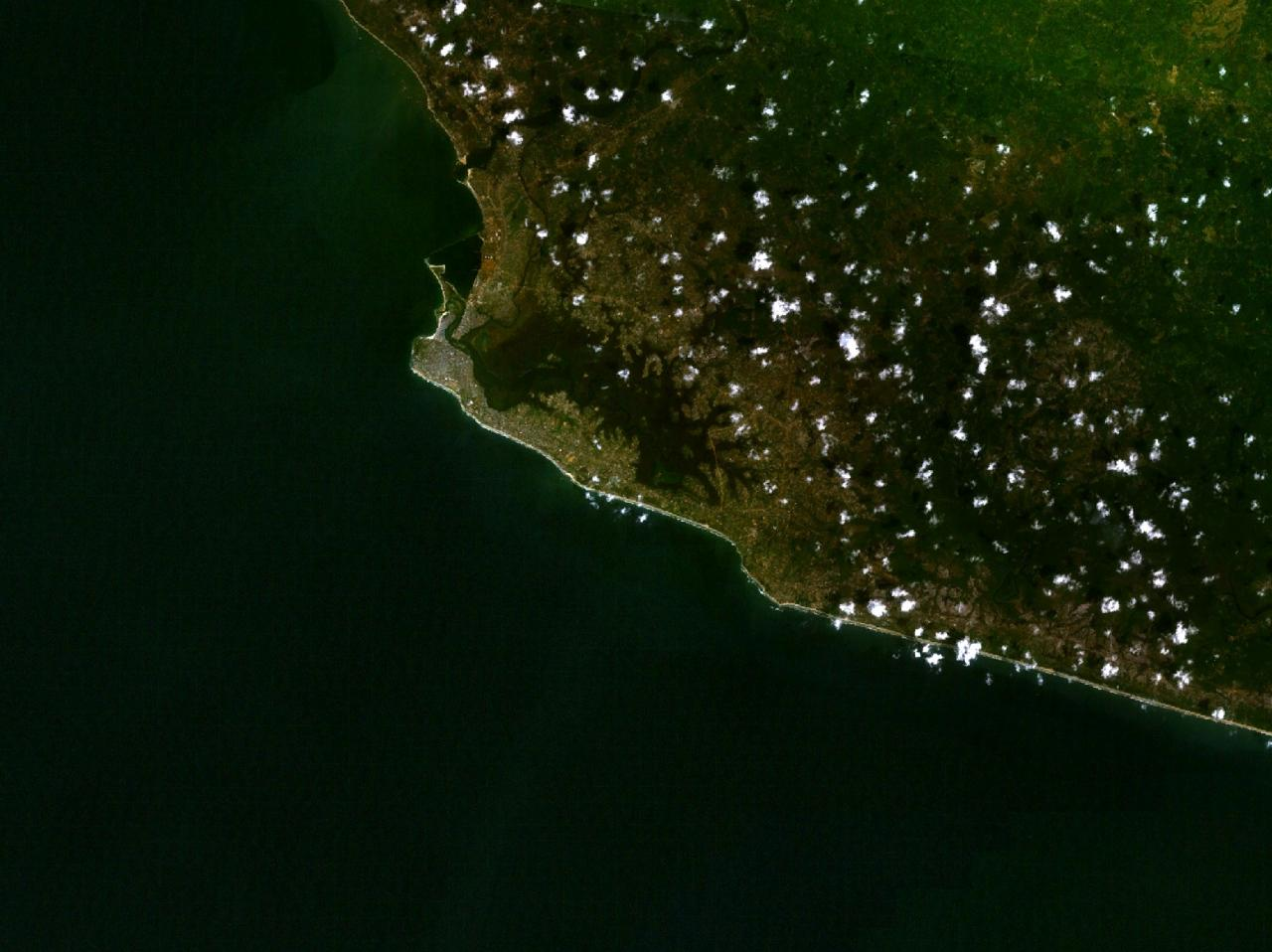
Вид с космоса на мыс Месурадо и на город Монровия.

 Мыс является северной оконечностью Перцового Берега.

## История
Был назван португальскими моряками мысом Месурадо в 1560-х годах.
В 1821 году Американское колонизационное общество посылает своего представителя, доктора Эли Айерса (англ. Eli Ayers ) ((May 9, 1778 — April 25, 1822)) для покупки земли дальше на север по побережью от Сьерра-Леоне, где до этого поселенцы высадились на острове Шербо (англ. Sherbro) и попали в нездоровые условия с высокой смертностью из-за заболоченности острова.
Благодаря поддержке Роберта Ф. Стоктона (англ. Robert F. Stockton), военно-морского офицера Соединённых Штатов, Айерс ищет землю, чтобы основывать новую колонию. Стоктон возглавлял переговоры с лидерами народов деи и басса, живших в районе мыса Месурадо. Во-первых, местные племенные лидеры, такие как король Питер, упорно не хотели уступать землю своих народов чужеземцам, но были насильно убеждены — некоторые мнения утверждают, что под дулом ружья — расстаться с «36 милями в длину и 3 милями в ширину» полосы прибрежных земель стоимостью примерно 300 $ для торговли и обмена товарами, материалами и снабжением, оружием, и ромом.

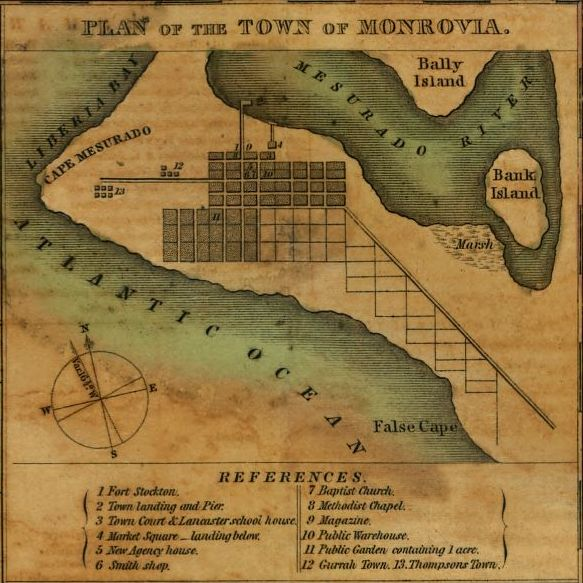
План Монровии на мысе Месурадо. 1830 год.

Таким образом, 25 апреля 1822 года, афро-американские поселенцы основали на мысе Месурадо город Кристополис, который c 1824 года называется Монровия.

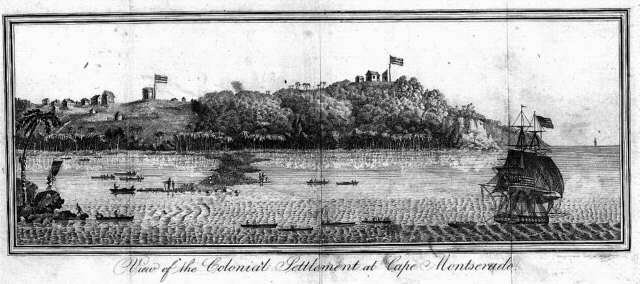
Вид на мыс Месурадо. Середина XIX века.

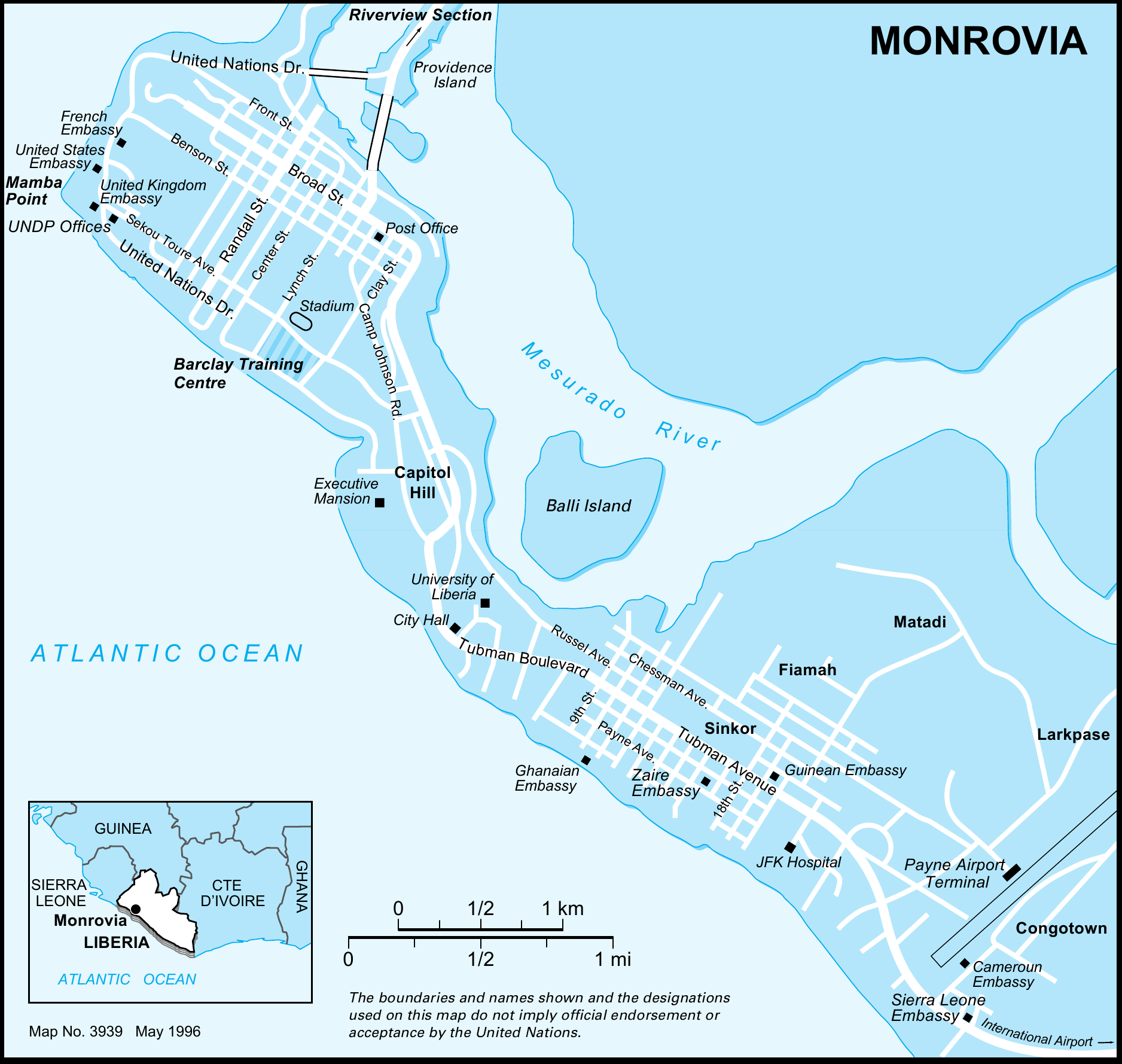
Карта столицы Монровия c указанием Мамба-Пойнта на мысе Месурадо. 1999 год.

Колонии мыса Месурадо столкнулась с множеством тех же препятствий к успеху, какие имела предыдущая колония в Либерии на острове Шербо (англ. Sherbro): маленькие поставки, а также заболоченные места и вредные для здоровья условия. Имели место также конфликт с местными племенами возмущающихся уже америко-либерийскими жителями, которые были рабами или детьми бывших рабов в Соединенных Штатах до их эмиграции в Африку, и попытки положить конец работорговле. Американо-либерийцы возглавляемые Лоттом Кэри (англ. Lott Karey) и Элайджей Джонсоном (англ. Elijah Johnson) организовали собственную защиту против атак местного населения и отверг британскую военную помощь в обмен на подъём флага Юнион Джек на мысе Месурадо.
Утверждают, что в ходе битвы от 1 декабря 1822 года у форта Хилл (англ. Fort Hill) колонистка Матильда Ньюпорт (англ. Matilda Newport) подожгла пушки тлеющими угольками из своей трубы и таким образом отбила атаку. Праздник День Матильды Ньюпорт отмечал годовщины её влияния на ход сражения и был отменён в 1980 году.
В 1855 году в районе Мамба-Пойнта, в северо-западной части мыса Месурадо, установлен маяк, который в настоящее время бездействует. Однако правительство Либерии ищет финансовую помощь для восстановления и повторной активации маяка.